# Toussaint Dubreuil
Toussaint Dubreuil (Parigi, 1561 – Parigi, 22 novembre 1602) è stato un pittore francese.

## Biografia

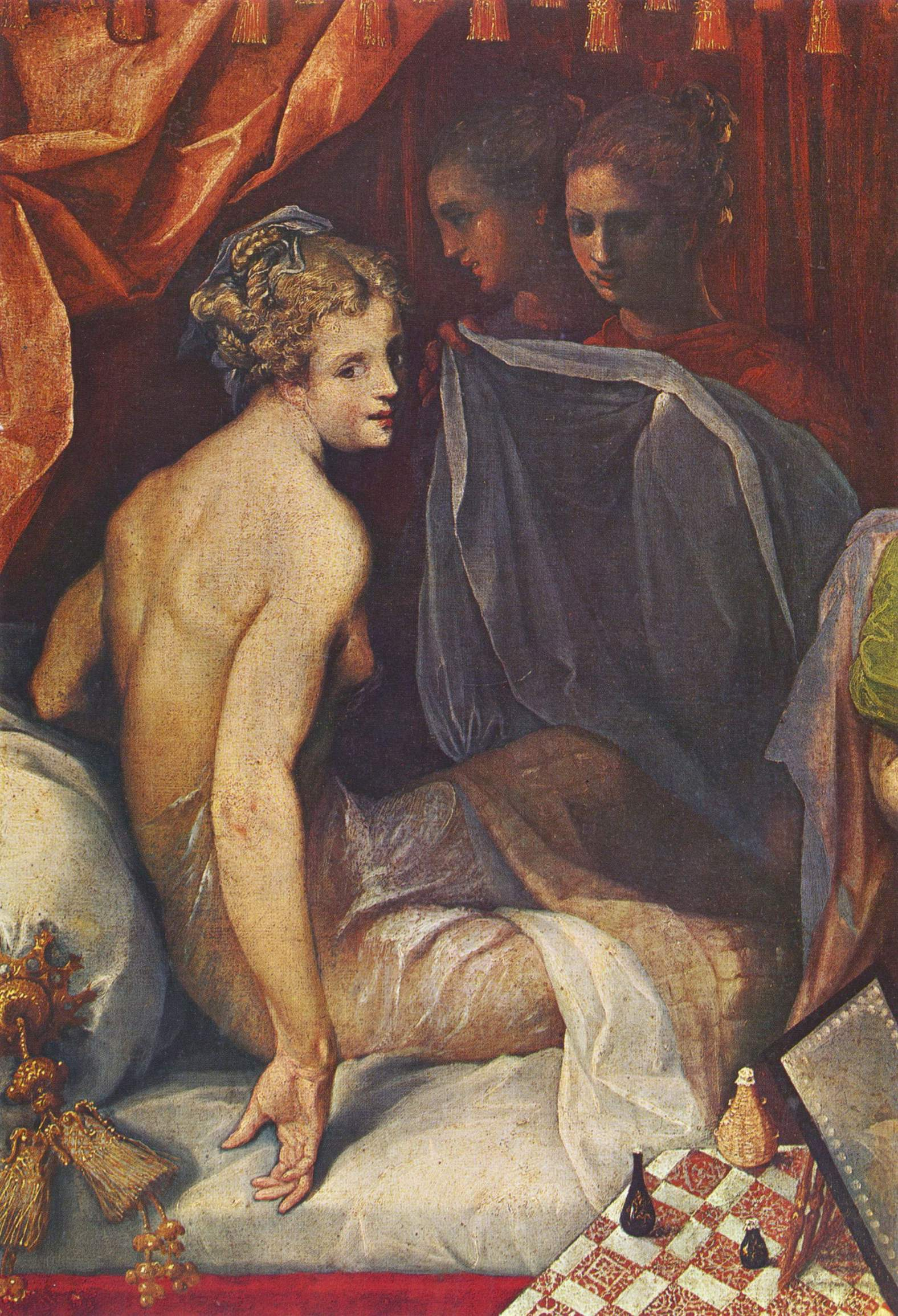
Troussaint Dubreuil, Risveglio di una dama

Formatosi presso gli ultimi esponenti della Scuola di Fontainebleau, fu uno dei primi artisti ad essersi aperto alle tendenze introdotte dal Primaticcio e da Nicolò dell'Abate.
È pervenuta fino a noi solo una piccola parte della sua opera, principalmente disegni, bozze di composizioni e dipinti che, spesso, rivelano l'aiuto del folto numero di collaboratori e apprendisti che formavano il suo gruppo di assistenti.
Le derivazioni della prima fase artistica sono rintracciabili nelle decorazioni presenti al castello di Saint-Germain-en-Laye, tra le quali il Sacrificio e il Risveglio di una dama. In queste opere emersero alcune caratteristiche peculiari, come l'eleganza figurativa, la luminosità e la colorazione.
In uno dei suoi capolavori sopravvissuti, la composizione a tema mitologico Angelica e Medoro, Dubreuil evidenziò una piena adesione allo stile manierista, mentre in altre opere il pittore sembrò formare una saldatura tra il Primaticcio e il Poussin, costituente quindi un'anteprima del gusto classico.
Fu pittore di corte di Enrico IV e lavorò specialmente a Fontainebleau, a Saint-Germain, alle Tuileries e alla galleria del Louvre (numerosi disegni sono conservati al Cabinet des Dessins).